# メニルモンタン

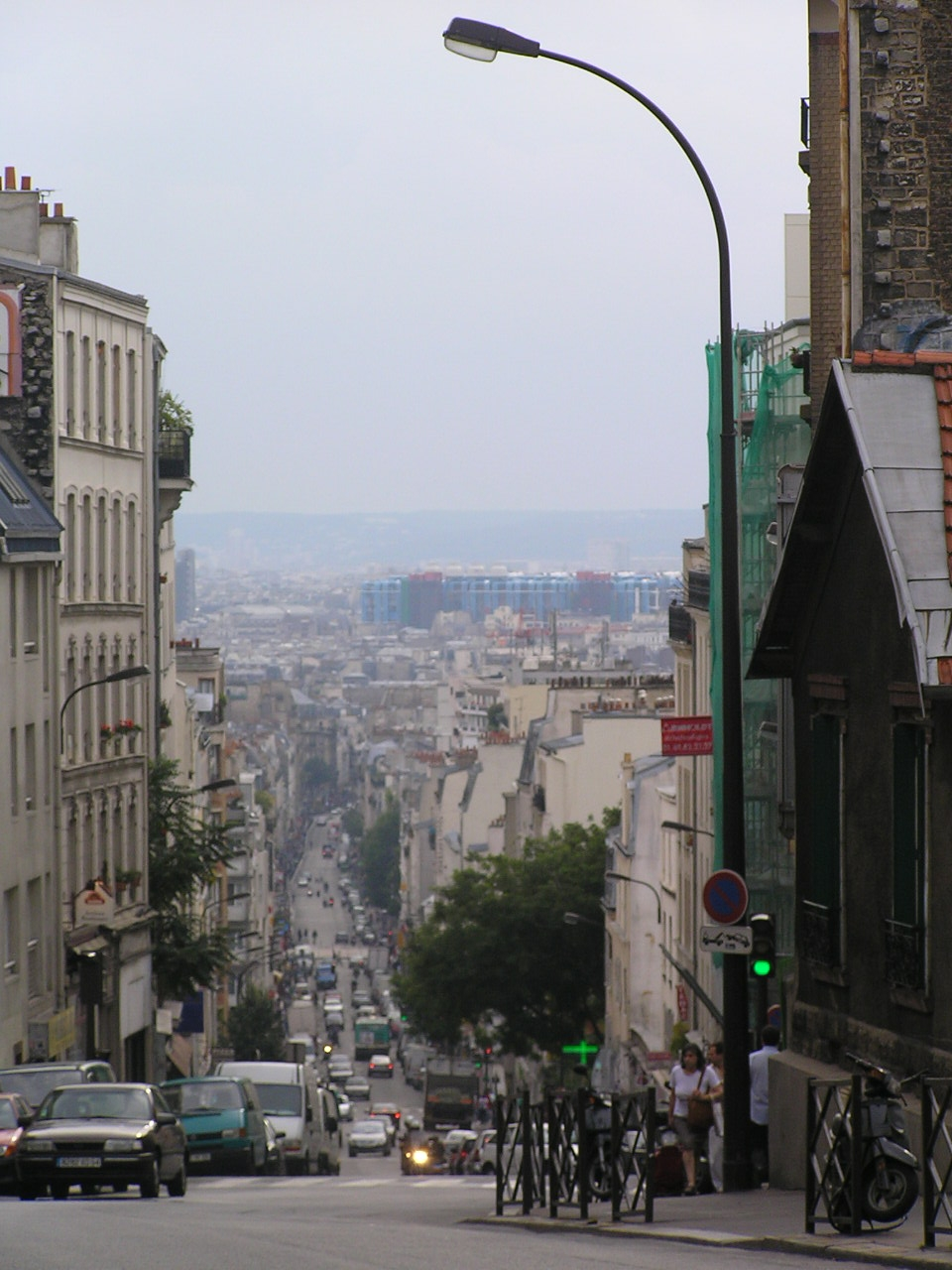
メニルモンタン通り（Rue de Ménilmontant）、メニルモンタンのメインストリート。パリ中心部、ポンピドゥーセンターを望む

メニルモンタン（Ménilmontant）は、フランスの首都パリの20区にある地域。

## 歴史
古来、メニルモンタンはベルヴィルという独立したコミューヌ（自治体）の中の村落であったが、1860年に他の郊外のコミューヌと同様パリ市に編入された。メニルモンタンの地名は「悪天候な家」、「悪天候な集落」を意味するMesnil Mautempsから来ている。おそらくはパリを見下ろす丘の上にあったため、または当地に登る急な坂道（現rue de Ménilmontant）ゆえに、Mautempsは16世紀に「上にある」という意味のMontantへ転訛した。
1224年から記録に残り（Emmanuel Jacomin他著『Belleville』などによる）、ベルヴィルの山の斜面の豊富なブドウ畑から採れるブドウを搾る圧搾機をもった集落として知られた。1860年の編入まではメニルモンタンはパリの物品入市税境界の外にあったため、18世紀には多数のギャンゲットが栄えた。1860年の編入以降もメニルモンタンは、argot（フランス語のスラング）でMénilmucheとあだ名された労働者階級の地域が残り、20世紀後半まで下町情緒溢れる地域として知られた。

## 交通
- メトロ：メニルモンタン駅、サン＝ファルジョー駅

## 芸術

### 歌
- メニルモンタン Ménilmontant - シャルル・トレネ（1938年）　※パトリック・ブリューエルにより2002年にカヴァー。
- メニルモンタンのマーチ La marche de Ménilmontant - モーリス・シュヴァリエ（1942年）

### 映画
- 肉体の冠 Casque d'or（1952年） - シモーヌ・シニョレ主演
- 赤い風船 Le ballon rouge（1956年）
- ボーン・アイデンティティー The Bourne Identity（2002年） - フランカ・ポテンテとマット・デイモンがMiniでパリの街を走り回るシーンの一部はメニルモンタンで撮影された。